# Callithomia epidero
Callithomia epidero är en fjärilsart som beskrevs av Bates 1862. Callithomia epidero ingår i släktet Callithomia och familjen praktfjärilar. Inga underarter finns listade i Catalogue of Life.